# Karl Gosling

Gosling als Student in Göttingen, 1887

Karl Rudolf Wilhelm Gosling (* 20. Juli 1868 in Osnabrück; † 29. Dezember 1921 in Berlin-Wilmersdorf) war ein Verwaltungsjurist, Land- und Regierungsrat.

## Familie
Karl Gosling war ein Sohn des Osnabrücker Kaufmanns Georg Gosling (1833–1897) und seiner Ehefrau Marie Luise Heydenreich (1846–1928). Damit war er ein Enkel von Carl Gosling, Seifen- und Spirituosenfabrikant und Senator der Stadt Osnabrück. Er heiratete am 9. Februar 1918 in Berlin-Wilmersdorf Maria Deditius (* 14. September 1878 in Königsberg), Tochter des Bürgermeisters a. D. Georg Detitius.

## Leben
Nach dem Besuch des Ratsgymnasiums Osnabrück studierte Gosling an der Ruprecht-Karls-Universität Heidelberg und der Georg-August-Universität Göttingen. 1886 wurde er Mitglied des Corps Vandalia Heidelberg. 1887 schloss er sich dem Corps Bremensia Göttingen an. Nach den Examen trat er in den preußischen Staatsdienst. 1903 war er Regierungsassessor in Charlottenburg. Von 1904 bis 1909 war er Landrat des Kreises Weener. Anschließend war er bis zu seinem Tod Regierungsrat in Berlin. 1916 war Gosling Regierungsrat bei der Regierung in Potsdam und wurde zum Vorsitzenden des Berlin-Brandenburger Viehhandelsverbandes ernannt. 1921 war er als Regierungsrat stellvertretender Vorsitzender des Fischerei-Vereins für die Provinz Brandenburg in Berlin.

## Ehrungen
- 1908 Verleihung des „Ostfriesisches Indigenat“ der Ostfriesischen Landschaft[10]